# El proceso de Mary Dugan

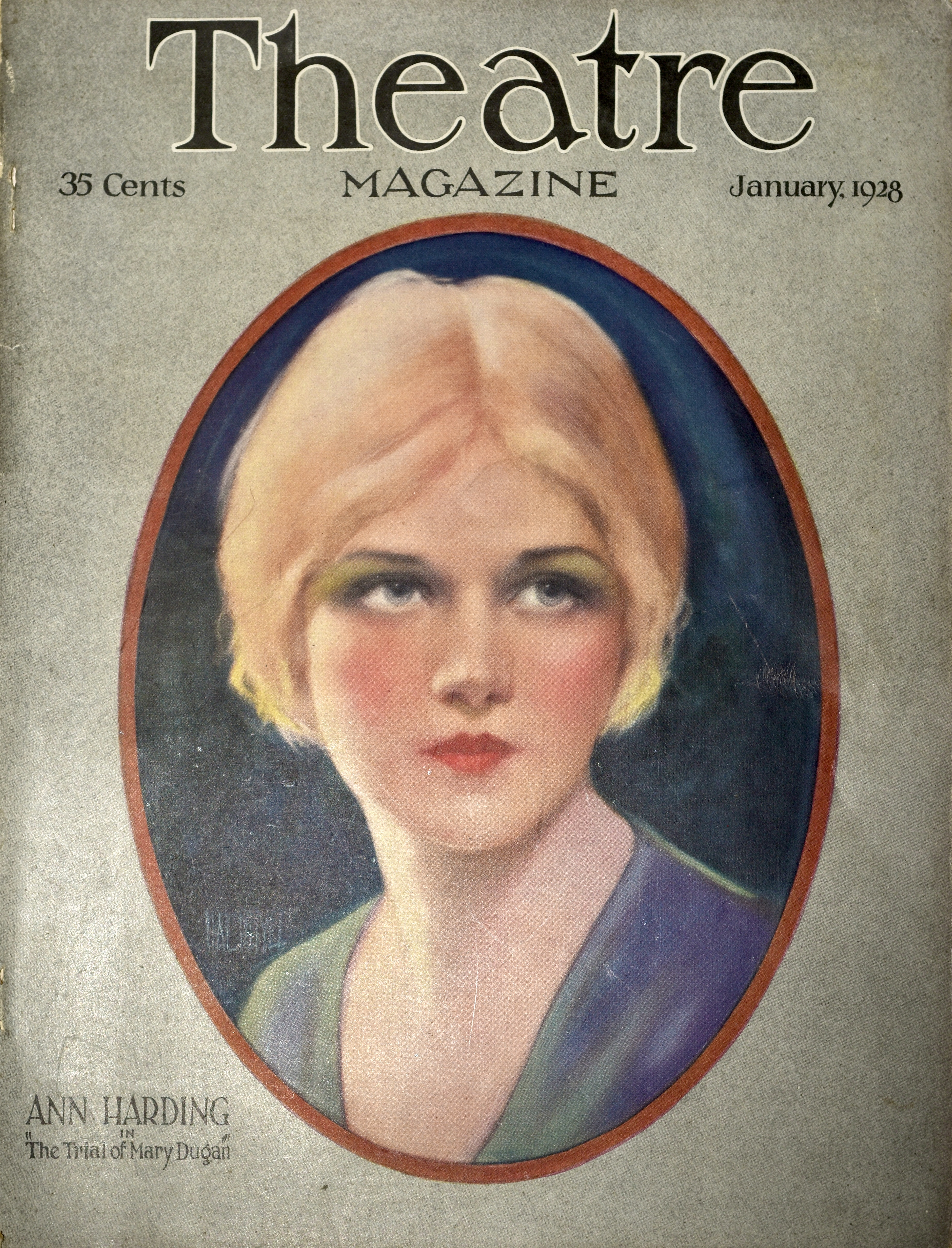
Portada del Theatre Magazine, enero de 1928, con el retrato de Ann Harding y su obra, “El proceso de Mary Dugan”.

El proceso de Mary Dugan (The Trial of Mary Dugan en su título original) es una obra de teatro del dramaturgo estadounidense Bayard Veiller estrenada en 1927.

## Argumento
La obra recrea un juicio a la joven corista Mary Dugan acusada de apuñalar hasta la muerte a su amante, el maduro millonario Edgar Rice. Iniciado el juicio Mary decide prescindir de los servicios del experto abogado Edward West y se hace defender por su propio hermano Jimmy Dugan. Tras varios testimonios y presentación de pruebas queda patente que el asesino debía ser zurdo como consigue explicar el joven abogado, lo que eximiría de culpabilidad a Mary. Se desvela igualmente que Edward West era amante de la viuda de Rice, Gertrude. Jimmy consigue demostrar que precisamente West es zurdo y finalmente la joven acusada es declarada no culpable.

## Representaciones destacadas
- National Theatre, Broadway, Nueva York, 19 de septiembre de 1927. Estreno mundial.[2]
  - Dirección: A.H. Van Buren
  - Intérpretes: Ann Harding (Mary Dugan), Rex Cherryman (Jimmy), Cyril Keightley (Edward West), Robert Cummings (Inspector Hunt), Arthur Hohl (Fiscal de distrito Galway), Louis Jean Heydt  (Harry Jones), Merle Maddern (Mrs. Rice), Barton MacLane (Ayudante del fiscal de distrito).

- Queen's Theatre, Londres, 1928.
  - Dirección: Guthrie McClintic.
  - Intérpretes: Genevieve Tobin (Mary Dugan).

- Deutsche Theater, Berlín, 1928. Versión en lengua alemana con el título de Der Prozess Mary Dugan.
  - Dirección: Max Reinhardt.

- Théâtre de l'Apollo, París, 1929. Versión en lengua francesa con el título de Le Procès de Mary Dugan.
  - Adaptación: Henry Torres
  - Intérpretes: Jane Chevrel (Mary Dugan), André Burgère (Jimmy), Pierre Geoffroy (Edward West), Roger Karl (Hunt), Harry Baur (L’avocat général), Carletta Conti (Gertrude Rice), Robert Dalban (Brown).

- Teatro Romea, Barcelona, 1929. Versión en lengua catalana con el título de El procés de Mary Dugan.[3]
  - Traducción: Alfons Nadal, Domènec Juncadella
  - Intérpretes: Alexandre Nolla, Pere Ventayols, Miquel Sirvent, Elvira Fremont.

- Teatro Infanta Beatriz, Madrid, 1929. Primera versión en lengua castellana con el título de El proceso de Mary Dugan.[4]
  - Traducción: Joaquín Salvatella
  - Intérpretes: Margarita Robles (Mary), Ramón Martori, Julia Lajos, María Banquer y Ernesto Vilches.

- Teatro Fuencarral, Madrid, 1929. Nueva versión en lengua castellana con el título de El juicio de Mary Dugan.[5]
  - Traducción: Fernando de la Milla Alonso de la Florida
  - Intérpretes: Ana Adamuz (Mary).

- Teatro Fuencarral, Madrid, 1951.[6]
  - Intérpretes: Nani Fernández, Manuel Díaz, Carlos Muñoz, Társila Criado, Vicente Soler.

- Savoy Theatre, Londres, 1958.
  - Intérpretes: Betsy Blair (Mary Dugan).

- Teatro Lola Membrives, Buenos Aires, 1965.
  - Dirección: Daniel Tinayre.
  - Intérpretes: Malvina Pastorino, Enrique Fava, Mirtha Legrand, Olinda Bozán, Diana Maggi, Duilio Marzio, Mecha Ortiz, Francisco Petrone, Homero Cárpena, Floren Delbene, Nora Massi, Nathán Pinzón,  Rey Charol, Gloria Ugarte.

- Teatro Fuencarral, Madrid, 1968.[7]
  - Adaptación: Eduardo Borrás.
  - Dirección: Narciso Ibáñez Menta.
  - Intérpretes: María Luisa Merlo (Mary Dugan), Carlos Larrañaga, María Fernanda Ladrón de Guevara, Enrique Guitart, Gaby Álvarez, Esperanza Alonso.

## Adaptaciones
La película se llevó al cine en 1929, con Norma Shearer y en 1941 con Laraine Day. Además, en 1931 la Metro-Goldwyn-Mayer estrenó tres versiones de la primera de las películas en lenguas francesa, alemana y española. Esta última dirigida por Gregorio Martínez Sierra y protagonizada por María Fernanda Ladrón de Guevara.
Además, se ha adaptado para televisión en varias ocasiones: En Estados Unidos en 1952, con Ann Dvorak; en Brasil en 1957, con Lourdes Mayer; en Reino Unido en 1957, con Constance Cummings; y en Alemania en 1960, con Anaid Iplicjian, entre otras.
En España se adaptó para televisión por la cadena TVE en 1974, en un espacio dirigido por Gustavo Pérez Puig e interpretado por María Luisa Merlo (Mary), Jaime Blanch (Jimmy), Fernando Delgado (Fiscal Galivei), Susana Canales (Gertrude), Francisco Piquer, Encarna Abad, José María Escuer, María Silva, Manuel Torremocha y Charo Moreno.